# Lista sezonów Międzynarodowej Formuły 3000
Lista sezonów Międzynarodowej Formuły 3000.
| Sezon | Ilość wyścigów | Mistrz - kierowcy                  | Mistrz - zespoły |
| ----- | -------------- | ---------------------------------- | ---------------- |
| 1985  | 11             | Christian Danner (BS Automotive)   | Nie przyznawano  |
| 1986  | 11             | Ivan Capelli (Genoa)               | Nie przyznawano  |
| 1987  | 11             | Stefano Modena (Onyx)              | Nie przyznawano  |
| 1988  | 11             | Roberto Moreno (Bromley)           | Nie przyznawano  |
| 1989  | 10             | Jean Alesi (Jordan)                | Nie przyznawano  |
| 1990  | 11             | Érik Comas (DAMS)                  | Nie przyznawano  |
| 1991  | 10             | Christian Fittipaldi (Pacific)     | Nie przyznawano  |
| 1992  | 10             | Luca Badoer (Crypton)              | Nie przyznawano  |
| 1993  | 9              | Olivier Panis (DAMS)               | Nie przyznawano  |
| 1994  | 8              | Jean-Christophe Boullion (DAMS)    | Nie przyznawano  |
| 1995  | 8              | Vincenzo Sospiri (Super Nova)      | Nie przyznawano  |
| 1996  | 10             | Jörg Müller (RSM Marko)            | Nie przyznawano  |
| 1997  | 10             | Ricardo Zonta (Super Nova)         | Nie przyznawano  |
| 1998  | 12             | Juan Pablo Montoya (Super Nova)    | Nie przyznawano  |
| 1999  | 10             | Nick Heidfeld (West Competition)   | Nie przyznawano  |
| 2000  | 10             | Bruno Junqueira (Petrobras Junior) | Nie przyznawano  |
| 2001  | 12             | Justin Wilson (Nordic)             | Nie przyznawano  |
| 2002  | 12             | Sébastien Bourdais (Super Nova)    | Nie przyznawano  |
| 2003  | 10             | Björn Wirdheim (Arden)             | Nie przyznawano  |
| 2004  | 10             | Vitantonio Liuzzi (Arden)          | Arden            |